# Cecilie Ore
Cecilie Ore, född 19 juli 1954 i Oslo, är en norsk tonsättare. 
Ore studerade först piano i Oslo och Paris, och 1981-1986 komposition i Amsterdam och Utrecht. Hon har komponerat instrumentala, vokala och elektroakustiska verk och vunnit flera priser; 1988 blev hennes verk Etapper tilldelat 1:a pris vid International Rostrum of Electroacoustic Music, och 2004 fick Ore Arne Nordheims komponistpris. 
Flera av hennes verk är samhällskritiska och hon har till exempel kritiserat dödsstraff i kammeroperaen Dead Beat Escapement och våld mot kvinnor i operaen Adam & Eve – a Divine Comedy.
Hon är en av de främsta skandinaviska tonsättarna i sin generation.

## Verk (urval)
- Helices (1984)
- Im-Mobile (1984)
- Porphyre (1986)
- Etapper (1988)
- Praesens Subitus (1988-89)
- Erat Erit Est (1991)
- Futurum Exactum (1992)
- Lex Temporis (1992-93)
- Nunc et Nunc (1993-94)
- Ictus (1997)
- Nunquam Non (1999)
- A - Ein skuggeopera (2003)